# 阿道夫·什拉尔
阿道夫·什拉尔（捷克語：Adolf Šlár，1919年2月14日—1987年4月7日），捷克男子乒乓球运动员。他曾获得2枚世界乒乓球锦标赛金牌，2枚银牌和5枚铜牌。